# Três de Maio
Três de Maio is een gemeente in de Braziliaanse deelstaat Rio Grande do Sul. De gemeente telt 23.893 inwoners (schatting 2009).

## Aangrenzende gemeenten
De gemeente grenst aan Alegria, Boa Vista do Buricá, Giruá, Horizontina, Independência, Nova Candelária, Santa Rosa, São José do Inhacorá en Tucunduva.

## Verkeer en vervoer
De plaats ligt aan de wegen BR-472 en RS-342.

## Geboren
- Gisele Bündchen (1980), model